# Alter Wochowsee
Der Alte Wochowsee ist ein Natursee im Landkreis Oder-Spree in der Gemeinde Storkow. Er liegt im Ortsteil Wochowsee und gehört zum Naturpark Dahme-Heideseen sowie dem Schutzgebiet Sielmanns Naturlandschaft Groß Schauener Seen.

## Geographie
Der Alte Wochowsee liegt inmitten eines Schutzgebietes. Der Ort Wochowsee liegt westlich, ebenso die Groß Schauener Seenkette. Nördlich des Alten Wochowsees befindet sich der Küchensee.

## Ökologie
Auf der Insel im Alten Wochowsee befindet sich eine Kormorankolonie die zu den größten Kolonien Brandenburgs gehört. Im Jahr 2011 brüteten hier 317 Paare, was einem Rückgang von ca. 100 Paaren zum Vorgängerjahr entspricht.

In der Vergangenheit sorgte die Kolonie für Kontroversen zwischen Naturschützern und Fischern, die durch die Kormorane einen geschätzten Verlust von 77 Tonnen Fisch im Jahr erlitten.
Im Jahr 2005 gab es zum ersten Mal eine durch das Landesumweltamt genehmigte Störaktion durch den Landesfischereiverband Brandenburg, bei der Fischer die Vögel gezielt durch Lärm von der Brutpflege abhielten. Bei der Aktion wurden fast 86 % der Brut vernichtet.

Nach einer weiteren Störaktion im Jahr 2008 ging der Naturschutzbund Deutschland (NABU) erfolgreich gerichtlich gegen die Störungen vor, so dass die Genehmigung des Landesumweltamtes aufgehoben wurde.

## Freizeit, Tourismus, Sport
Das Angeln im Alten Wochowsee ist mit einer entsprechenden Erlaubnis gestattet.